# Alsóalmád
Alsóalmád (1899-ig Alsó-Jablonka, szlovákul: Nižná Jablonka, ukránul: Nyizsná Jablinka) község Szlovákiában, az Eperjesi kerület Homonnai járásában.

## Fekvése
Homonnától 30 km-re északkeletre, az Udava-patak partján fekszik.

## Története
A települést a vlach jog alapján alapították a 15. században, a homonnai uradalom területén. Első írásos említése 1543-ban történt. Birtokosa a Drugeth család volt. Ortodox fatemploma a 16. században épült.  1600-ban temploma, paplaka és 14 adózója volt. A 17. században a Drugethek vámot alapítottak a településen. 1715-ben 14, 1720-ban 9 háztartása adózott.
A 18. század végén Vályi András így ír róla: „Alsó Jablonka. Orosz falu Zemplén Várm. földes Ura Szirmay Uraság, lakosai ó hitűek, fekszik Papinához 3/4, és Felső Jablonkához 1/2 órányira, hegyes, agyagos határja két nyomásbéli, leg inkább zabot, egyebet középszerűen terem, bikkfa erdője van, piatza Homonnán.”
1828-ban 62 házában 460 lakos élt. A faluban vizimalom és fűrésztelep működött.
Fényes Elek 1851-ben kiadott geográfiai szótárában így ír a faluról: „Jablonka (Alsó), orosz falu, Zemplén vmegyében, Papina fiókja: 28 r., 436 g. kath., 3 zsidó lak., 645 h. szántófölddel. F. u. gr. Vandernath. Ut. p. N. Mihály.”
Borovszky Samu monográfiasorozatának Zemplén vármegyét tárgyaló része szerint: „Alsóalmád, azelőtt Alsójablonka, a gácsi határszélen fekvő ruthén kisközség, 62 házzal és 349 gör.-kath. lakossal. 1434-ben a Zbugyay családé. A XV. század vége felé a homonnai uradalom tartozéka egész a XVII. század végéig; 1621-ben azonban az Izbugyai család még mindig részbirtokosa. A mult század elején a Kácsándy családé, azután báró Mednyánszky Lászlóé, míg ma Hering János Gottfriednek van itt nagyobb birtoka. A községben gör.-kath. templom van, a mely 1752-ben épült. Postája Papházán, távírója és vasúti állomása Homonnán van.”
1920 előtt Zemplén vármegye Szinnai járásához tartozott.

## Népessége
| Év:            | 1994. | 2004.   | 2014.   | 2024.    |
| -------------- | ----- | ------- | ------- | -------- |
| Emberek száma: | 183   | 177     | 186     | 138      |
| Eltérés:       |       | -3,27 % | +5,08 % | -25,80 % |

| Év:            | 2023. | 2024.   |
| -------------- | ----- | ------- |
| Emberek száma: | 136   | 138     |
| Eltérés:       |       | +1,47 % |

1910-ben 311, túlnyomórészt ruszin lakosa volt.
2001-ben 180 lakosából 138 szlovák és 37 ruszin volt.
2011-ben 189 lakosából 150 szlovák és 26 ruszin.

## Nevezetességei
Görögkatolikus temploma 1755-ben épült.